# Muzeum w Gostyniu
Muzeum w Gostyniu – muzeum regionalne prezentujące archiwalia dotyczące dziejów Gostynia i okolic.

## Historia
Po latach starań pierwsza izba muzealna została otwarta 21 maja 1967 roku i do 1971 funkcjonowało pod nadzorem Powiatowej Rady Narodowej i Gostyńskiego Towarzystwa Kulturalnego. Pierwszą siedzibą muzeum był historyczny budynek Powiatowego Domu Kultury przy ul. Strzeleckiej. 1 lipca 1971 zaczęto używać nazwy Muzeum Ziemi Gostyńskiej a 27 maja 1972 placówkę przeniesiono do budynku biblioteki publicznej. W 2010 przeniesiono muzeum do nowego budynku przy ul. Kościelnej 5, gdzie pozostaje do dzisiaj.

## Ekspozycja
Liczące ponad 2 tysiące eksponatów zbiory prezentowane są w działach archeologicznym, historycznym, wojskowym, numizmatycznym, artystycznym  i etnograficznym. Poza stałymi wystawami prezentującymi meble, klejnoty czy elementy miejscowego folkloru, organizowane są też wystawy czasowe. Podstawę zbiorów stanowią dary pozyskane od miejscowej ludności.

## Nagrody
- Nagroda „Orły Rozrywki” – Laureat Konkursu Wybór Klienta (2019), (2020), (2022)[2]
- Nagroda „Złote Orły Rozrywki” (2019), (2020), (2022)[2]